# Tannheim (Bade-Wurtemberg)
Pour les articles homonymes, voir Tannheim.

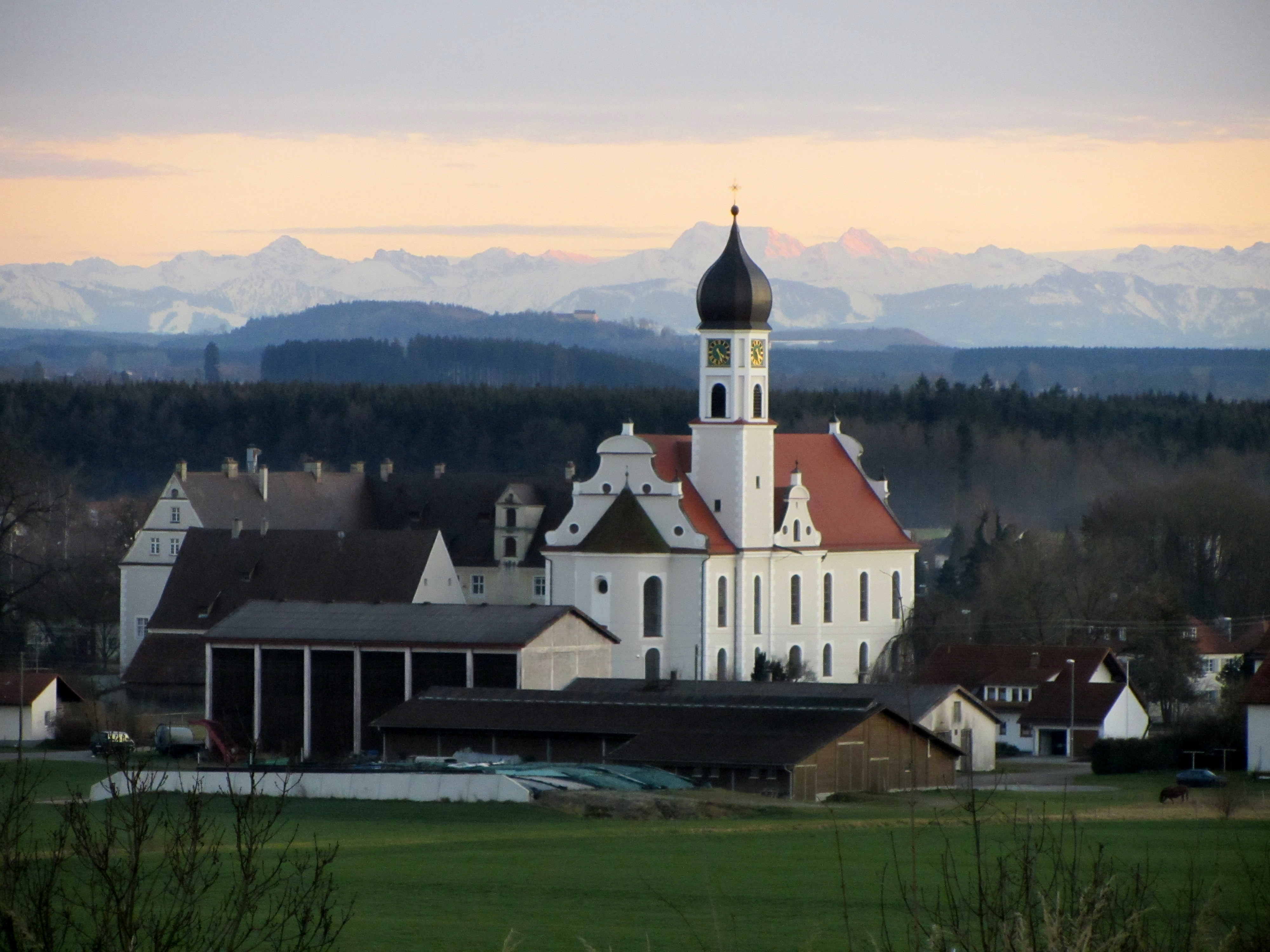
Tannheim, église Saint Martin, 2011

Tannheim est une commune de Bade-Wurtemberg (Allemagne), située dans l'arrondissement de Biberach, dans la région Donau-Iller, dans le district de Tübingen.

## Personnalité liée à la commune
Aemilian Rosengart (1757 - 1810), théologien, philosophe, musicien et compositeur.